# Giovanni da Morrovalle
Giovanni Minio, llamado en el siglo Giovanni da Morrovalle, (Morrovalle, c. 1250 - Aviñón, agosto de 1312) fue un religioso franciscano italiano, maestro en teología, ministro general de su orden, cardenal de Porto-Santa Rufina desde 1302 y Decano del Colegio Cardenalicio desde 1311.
Se recuerda su valerosa defensa de la memoria de Bonifacio VIII frente a los ataques de Felipe el Hermoso .
Giovanni da Morrovalle murió en Aviñón y está enterrado allí en la iglesia franciscana.